# Portland Winterhawks
Portland Winterhawks är ett amerikanskt proffsjuniorishockeylag som är baserat i Portland, Oregon och har spelat i den nordamerikanska proffsjuniorligan Western Hockey League (WHL) sedan 1976, när laget fick namnet Portland Winter Hawks. Laget har sitt ursprung från Portland Buckaroos som bildades 1951 och spelade i olika ishockeyligor som Pacific Coast Hockey League (PCHL), North West Hockey League (NWHL), Western Canadian Hockey League (WCHL) och Western International Hockey League (WIHL). 2009 valde man ta bort mellanrummet i Winter Hawks, för att istället ha stavelsen Winterhawks. Laget har två hemmaarenor i Moda Center och Veteran Memorial Coliseum som de alternerar mellan under säsongen, de har publikkapaciteter på 18 280 respektive 10 407 åskådare. De är en av WHL:s mest framgångsrikaste lag och har vunnit Memorial Cup två gånger för säsongerna 1982-1983 och 1997-1998 och WHL tre gånger för säsongerna 1981-1982, 1997-1998 och 2012-2013.
Laget har fostrat spelare som bland andra Dave Archibald, Dave Babych, Wayne Babych, Sven Bärtschi, Dave Barr, Brian Benning, Jim Benning, James Black, Keith Brown, Braydon Coburn, Brian Curran, Tony Currie, Byron Dafoe, Adam Deadmarsh, Brandon Dubinsky, Mathew Dumba, Brent Fedyk, Andrew Ference, Ray Ferraro, Jeff Finley, Colin Forbes, Paul Gaustad, Josh Green, Jannik Hansen, Marcel Hossa, Marián Hossa, Cale Hulse, Jamie Huscroft, Brad Isbister, Ryan Johansen, Seth Jones, Jakub Klepiš, Rob Klinkhammer, Steve Konowalchuk, John Kordic, Richard Kromm, Jason LaBarbera, Scott Langkow, Clint Malarchuk, Frazer McLaren, Cody McLeod, Mark Messier, Brendan Mikkelson, Brenden Morrow, Paul Mulvey, Cam Neely, Scott Nichol, Nino Niederreiter, Gary Nylund, Brent Peterson, Larry Playfair, Nolan Pratt, Luca Sbisa, Dave Scatchard, Colton Sceviour, Perry Turnbull, Mike Vernon, Matt Walker, Blake Wesley, Glen Wesley, Jason Wiemer, Tyler Wotherspoon, Ken Yaremchuk och Richard Zedník som alla tillhör eller tillhörde olika medlemsorganisationer i NHL.